# Heteromesus inaffectus
Heteromesus inaffectus är en kräftdjursart som beskrevs av Cunha och Wilson 2006. Heteromesus inaffectus ingår i släktet Heteromesus och familjen Ischnomesidae. Inga underarter finns listade i Catalogue of Life.